# Isla Castellana
Isla Castellana es el nombre que recibe una isla fluvial de Venezuela ubicada en el Río Orinoco (el río más importante de ese país sudamericano), cerca de la localidad de El Puyazo y al oeste de Santa Cruz del Orinoco. Administrativamente hace parte del Estado Anzoátegui, específicamente en la parte suroeste de esa entidad federal, en el Municipio José Gregorio Monagas, en las coordenadas geográficas 08°00′00″N 64°32′00″O / 8.00000, -64.53333 a 161 kilómetros al este del centro de Venezuela y 382 kilómetros al sureste de Caracas, la capital.